# Pieter Pieterse
Pieter Pieterse (Amsterdam, 19 februari 1821 – aldaar, 30 juni 1903) was een Nederlandse zilversmid.

## Leven en werk

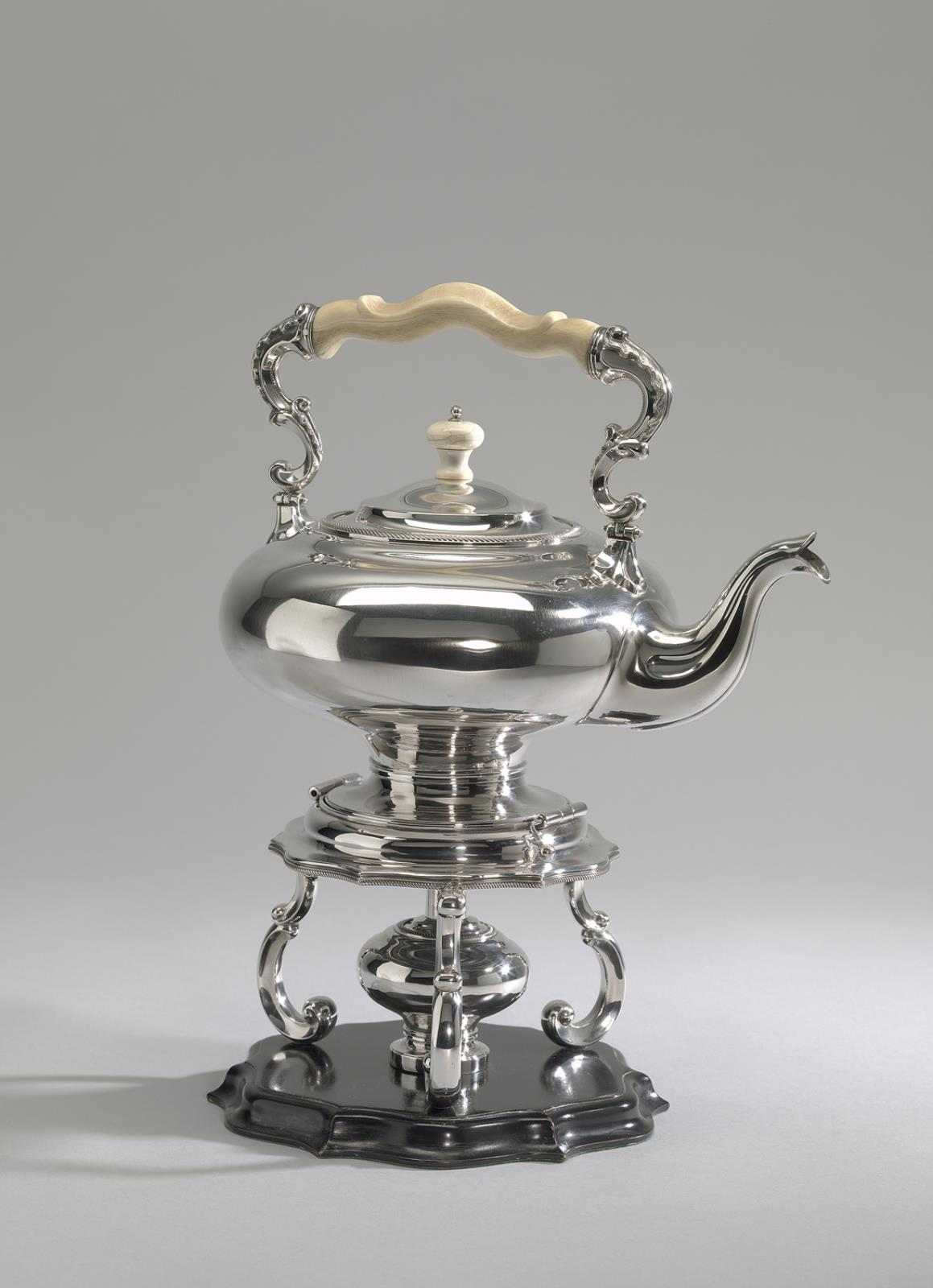
Door Pieterse vervaardigde waterketel op komfoor met brander (1860) - collectie Amsterdam Museum

Pieterse werd in 1821 geboren als zoon van Pieter Pieterse en Sophia Wilhelmina Ruhfus. In 1844 huwde hij met Cornelia Wilhelmina Sneltjes.
Op 31 januari 1846 werd Pieterse ingeschreven als meester-zilversmid en leverde waarschijnlijk uitsluitend aan de firma As Bonebakker & Zoon. Pieterse begon aan Bonebakker te leveren na de dood van zilversmid Theodorus Gerardus Bentvelt in 1853. Vanaf 1 juli 1855 kreeg hij de leiding over de werkplaats van As Bonebakker & Zoon in de Korte Leidsedwarsstraat. De zilverstukken droegen twee meestertekens: het meesterteken van As Bonebakker & Zoon, dat mede op naam van Pieterse was geregistreerd, en zijn al bestaande meestertekens. De meest prestigieuze zilverwerken uit die tijd waren van zijn hand. Een bekend werk is de zogenaamde Artisbokaal. In 1863 vierde Koninklijk Zoölogisch Genootschap Natura Artis Magistra, de op een na oudste dierentuin van Europa, haar 25-jarig bestaan. Ter gelegenheid van dit jubileum werd een zilveren bokaal door de leden van Artis bij As Bonebakker & Zoon besteld en geschonken aan oprichter-directeur dr G.F. Westerman, welke was vervaardigd door Pieter Pieterse. De bokaal bevindt zich thans in de collectie van het Amsterdam Museum.
Zijn zwager Jan Cornelis Sneltjes volgde hem in 1870 op als chef d’atelier bij As Bonebakker & Zoon.